# Felix Philipp Ingold
Felix Philipp Ingold, född den 25 juli 1942 i Basel är en schweizisk slavist, publicist, författare, översättare och utgivare.
Efter gymnasiet i Basel 1960 studerade han historia, konsthistoria, filosofi och Östkyrkans teologi vid universitetet i Basel. Han blev senare medarbetare på schweizisk radio och började skriva för flera dagstidningar.
Han kom därefter att inrikta sig på slavistik, och det vid Sorbonne i Paris på Ecole Nationale des Langues Orientales Vivantes och Collège de France och disputerade 1968 på rysk symbolism. Från och med 1969 var han omväxlande kulturkorrespondent med tyngdpunkt på Östeuropa (dåvarande Sovjet, Polen, Tjeckoslovakien) och diplomatisk medarbetare på Schweiziska ambassaden i Moskva.
Ingold är en av de flitigaste översättarna i Schweiz från ryska och angränsade språk så som tjuvasiska, och som sådan ofta prisbelönt. Han har bland andra översatt Gennadij Ajgi, Osip Mandelstam, Marina Tsvetajeva, Paul Eluard, Joseph Brodsky, Edmond Jabès, Boris Pasternak, Francis Ponge och Guillaume Apollinaire. Han har givit ut otaliga publikationer, såväl prosa, poesi, litteraturvetenskapliga arbeten och kulturhistoriska verk, främst rörande Ryssland. 2011 utkom hans kanske ambitiösaste roman, Alias oder das wahre Leben, som också nominerades till Schweiziska bokpriset. Hans senaste roman (2013) heter Noch ein Leben für John Potocki.
Från 1971 var Ingold extra ordinarie professor, från 1978 ordinarie, i rysk kultur- och samhällshistoria vid universitetet i St. Gallen och blev 2005 emeritus.
Han bor för närvarande (2013) i Zürich och i Romainmôtier.